# Louise de la Béraudière
Louise de la Béraudière, conocida como La belle Rouhet (1530-1611), fue una cortesana francesa. 
Sirvió como fille d'honneur de Catalina de Médici y como dame d'atour de Luisa de Lorena-Vaudémont desde 1575 hasta 1590.

## Biografía
Fue hija de René de Béraudière y Madeleine du Fou. Convertida en dama de honor de la reina Catalina de Médici, Louise mantuvo una relación amorosa con el rey Antonio de Borbón, siendo probablemente ella quien lo convenció de volver al catolicismo. Fruto de esta relación nació su primer hijo, Carlos III de Borbón (1554-1610), abandonando su puesto como dama de honor y contrayendo matrimonio en 1561 con Louis de Madaillan d'Estissac, con quien tuvo dos hijos; Charles, nacido en 1563, y Louise, nacida en 1564. Mantuvo asimismo relaciones con Michel de Montaigne y Robert de Combault, existiendo rumores sin confirmar de que también fue amante de los reyes Carlos IX y Enrique III.
En 1575, Louise fue asignada como dame d'atour de la nueva reina. Pese a que sus funciones consistían en gestionar el guardarropa de la reina y supervisar a sus diez doncellas, el motivo principal de su nombramiento fue su sentido de la moda, siendo uno de sus cometidos aconsejar a la reina sobre cómo vestir. Esto era muy importante para el rey, quien estaba interesado en la moda, desarrollando Louise su labor como dame d'atour con éxito.
En 1580 conoció a Robert de Combault, señor de Arcis-sur-Aube, mayordomo del rey y capitán de la guardia de la reina, con quien tuvo dos hijas; Claude y Louise. Tras la muerte de su hijo Charles en un duelo en 1586, Louise se retiró de la vida pública, muriendo probablemente en 1611.